# Yunquera de Henares (kommun)
Yunquera de Henares är en kommun i Spanien.   Den ligger i provinsen Provincia de Guadalajara och regionen Kastilien-La Mancha, i den centrala delen av landet, 60 km nordost om huvudstaden Madrid. Antalet invånare är 3 728.